# CYP2C9
CYP2C9 (англ. Cytochrome P450 family 2 subfamily C member 9) – білок, який кодується однойменним геном, розташованим у людей на короткому плечі 10-ї хромосоми. Довжина поліпептидного ланцюга білка становить 490 амінокислот, а молекулярна маса — 55 628.
| 10         |  | 20         |  | 30         |  | 40         |  | 50         |
| ---------- |  | ---------- |  | ---------- |  | ---------- |  | ---------- |
| MDSLVVLVLC |  | LSCLLLLSLW |  | RQSSGRGKLP |  | PGPTPLPVIG |  | NILQIGIKDI |
| SKSLTNLSKV |  | YGPVFTLYFG |  | LKPIVVLHGY |  | EAVKEALIDL |  | GEEFSGRGIF |
| PLAERANRGF |  | GIVFSNGKKW |  | KEIRRFSLMT |  | LRNFGMGKRS |  | IEDRVQEEAR |
| CLVEELRKTK |  | ASPCDPTFIL |  | GCAPCNVICS |  | IIFHKRFDYK |  | DQQFLNLMEK |
| LNENIKILSS |  | PWIQICNNFS |  | PIIDYFPGTH |  | NKLLKNVAFM |  | KSYILEKVKE |
| HQESMDMNNP |  | QDFIDCFLMK |  | MEKEKHNQPS |  | EFTIESLENT |  | AVDLFGAGTE |
| TTSTTLRYAL |  | LLLLKHPEVT |  | AKVQEEIERV |  | IGRNRSPCMQ |  | DRSHMPYTDA |
| VVHEVQRYID |  | LLPTSLPHAV |  | TCDIKFRNYL |  | IPKGTTILIS |  | LTSVLHDNKE |
| FPNPEMFDPH |  | HFLDEGGNFK |  | KSKYFMPFSA |  | GKRICVGEAL |  | AGMELFLFLT |
| SILQNFNLKS |  | LVDPKNLDTT |  | PVVNGFASVP |  | PFYQLCFIPV |  |            |

A: Аланін

C: Цистеїн

D: Аспарагінова кислота

E: Глутамінова кислота

F: Фенілаланін

G: Гліцин

H: Гістидин

I: Ізолейцин

K: Лізин

L: Лейцин

M: Метіонін

N: Аспарагін

P: Пролін

Q: Глутамін

R: Аргінін

S: Серин

T: Треонін

V: Валін

W: Триптофан

Кодований геном білок за функціями належить до оксидоредуктаз, фосфопротеїнів. 
Задіяний у таких біологічних процесах, як метаболізм ліпідів, метаболізм стероїдів, метаболізм стеролів, ацетилювання, альтернативний сплайсинг. 
Білок має сайт для зв'язування з іонами металів, іоном заліза, гемом, НАДФ. 
Локалізований у мембрані, ендоплазматичному ретикулумі, мікросомах.